# Lijst van rijksmonumenten in De Meern
De plaats De Meern telt 16 inschrijvingen in het rijksmonumentenregister. Hieronder een overzicht.
| Object | Oorspronkelijke functie? | Bouwjaar                      | Architect        | Locatie                   | Coördinaten?                 | Nr.?   | Afbeelding                                                                                                   |
| --- | ------------------------ | ----------------------------- | ---------------- | ------------------------- | ---------------------------- | ------ | --- |
| Boerderij, langhuis, afgewolfde topgevel                                                                      | Boerderij                | 18e eeuw                      |                  | Rijksstraatweg 41         | 52° 4' 55" NB, 5° 3' 23" OL  | 37527  | Meer afbeeldingen                                                                                            |
| Boerderij, gepleisterd dwarshuis, pannen gedekt                                                               | Boerderij                | 17e eeuw                      |                  | Augustusweg 34            | 52° 4' 50" NB, 5° 1' 21" OL  | 37528  | Meer afbeeldingen                                                                                            |
| Gepleisterde boerderij, dwarshuis, met riet gedekt, vooruitspringende vleugel                                 | Boerderij                | 17e eeuw (deels)              |                  | Rijksstraatweg 34         | 52° 4' 55" NB, 5° 3' 37" OL  | 37530  | Meer afbeeldingen                                                                                            |
| Boerderij bestaande uit een gepleisterd dwarshuis en een bedrijfsgedeelte, onder een met riet gedekt wolfdak  | Boerderij                | 18e eeuw                      |                  | Rijksstraatweg 44         | 52° 4' 55" NB, 5° 3' 17" OL  | 37531  | Boerderij bestaande uit een gepleisterd dwarshuis en een bedrijfsgedeelte, onder een met riet gedekt wolfdak |
| Boerderij, gepleisterd langhuis, afgewolfde topgevel, met riet gedekt                                         | Boerderij                | 18e eeuw                      |                  |                           | 52° 4' 54" NB, 5° 3' 2" OL   | 37532  | Meer afbeeldingen                                                                                            |
| Pand met trapgeveltje                                                                                         | Woonhuis                 | 17e eeuw                      |                  | Zandweg 115               | 52° 4' 58" NB, 5° 2' 17" OL  | 37533  | Meer afbeeldingen                                                                                            |
| Raiffeisenbank. Witgepleisterd laag huis met rechte kroonlijst                                                | Woonhuis                 | mogelijk 17e eeuw             |                  | Zandweg 82                | 52° 4' 55" NB, 5° 2' 38" OL  | 37534  | Meer afbeeldingen                                                                                            |
| Vleuterweide                                                                                                  | Boerderij                | 18e eeuw                      |                  | Zandweg 200               | 52° 5' 12" NB, 5° 1' 5" OL   | 37535  | Meer afbeeldingen                                                                                            |
| Gepleisterde boerderij met vormbomen ervoor. Brede gevel, afgewolfd dak, opkamer                              | Boerderij                | 17e eeuw                      |                  | Zandweg 225               | 52° 5' 26" NB, 4° 59' 46" OL | 37536  | Gepleisterde boerderij met vormbomen ervoor. Brede gevel, afgewolfd dak, opkamer                             |
| Terrein met overblijfselen van Castellum Hoge Woerd                                                           | Archeologisch monument   | 1e tot 3e eeuw                |                  |                           | 52° 5' 15" NB, 5° 2' 30" OL  | 46097  | Terrein met overblijfselen van Castellum Hoge Woerd                                                          |
| Terrein waarin sporen van bewoning                                                                            | Archeologisch monument   | Midden/Late Bronstijd         |                  |                           | 52° 5' 17" NB, 5° 2' 9" OL   | 491581 | Terrein waarin sporen van bewoning                                                                           |
| Terrein met sporen van Fletio bewoning uit de Romeinse Tijd en sporen van bewoning uit de Vroege Middeleeuwen | Archeologisch monument   | Romeinse Tijd en Middeleeuwen |                  |                           | 52° 5' 10" NB, 5° 2' 35" OL  | 493578 | Meer afbeeldingen                                                                                            |
| Helena Oord: woonhuis                                                                                         | Woonhuis                 | 1860-1880                     |                  | Zandweg 101               | 52° 4' 58" NB, 5° 2' 22" OL  | 520232 | Helena Oord: woonhuis                                                                                        |
| Helena Oord: schuur                                                                                           | Boerderij                | 1860-1880                     |                  | Zandweg bij 101           | 52° 4' 58" NB, 5° 2' 22" OL  | 520233 | Helena Oord: schuur                                                                                          |
| O.L.V. ten Hemelopneming: pastorie                                                                            | Kerkelijke dienstwoning  | 1939-1940                     | H.C. van de Leur | Pastoor Boelenslaan bij 9 | 52° 4' 51" NB, 5° 2' 22" OL  | 520235 | Meer afbeeldingen                                                                                            |
| O.L.V. ten Hemelopneming: kerkgebouw                                                                          | Kerk en kerkonderdeel    | 1940                          | H.C. van de Leur | Pastoor Boelenslaan 9     | 52° 4' 51" NB, 5° 2' 22" OL  | 520236 | Meer afbeeldingen                                                                                            |